# بلدة موسيني (ويسكونسن)
موسيني (بالإنجليزية: Mosinee (town), Wisconsin)‏ هي بلدة تقع بولاية ويسكونسن في الولايات المتحدة. تبلغ مساحتها 99.6 (كم²)، وترتفع عن سطح البحر 394 م، بلغ عدد سكانها 2174 نسمة في عام 2010 حسب إحصاء مكتب تعداد الولايات المتحدة .

## وصلات خارجية
- http://townofmosinee.com
- The US50 - Cities and Towns in Wisconsin State
- Wisconsin Cities and Towns, Facts, Map, Flag, Colleges, Government, and More